# Fenotypische plasticiteit
Fenotypische of morfologische plasticiteit is de mogelijkheid van een organisme om zijn fenotype aan te passen als reactie op omgevingsfactoren. In sommige gevallen kan deze plasticiteit dramatische verschillen tot gevolg hebben in het uiterlijk van een organisme. Deze verandering is permanent. Een duidelijk voorbeeld is het landkaartje (Araschnia levana), een vlinder met een duidelijk verschillend lente- en zomerfenotype (seizoendimorfisme). Elk individueel dier kan een lente- of zomerfenotype worden, maar alleen als het in diapauze gaat ontstaat er een lentevorm.
Bij kanalisatie wordt juist steeds hetzelfde fenotype aangehouden, onafhankelijk van omgeving en genotype.

## Evolutie
De mate van fenotypische plasticiteit die een organisme vertoont als reactie op de milieuvariabelen, kan variëren binnen en tussen populaties. Door selectiedruk kan de wijze van reageren op de omgeving, de reactienorm, veranderen. Hierdoor kan fenotypische plasticiteit evolueren. Langdurige gerichte selectie in verschillende milieus heeft een grotere plasticiteit tot gevolg.

## Planten

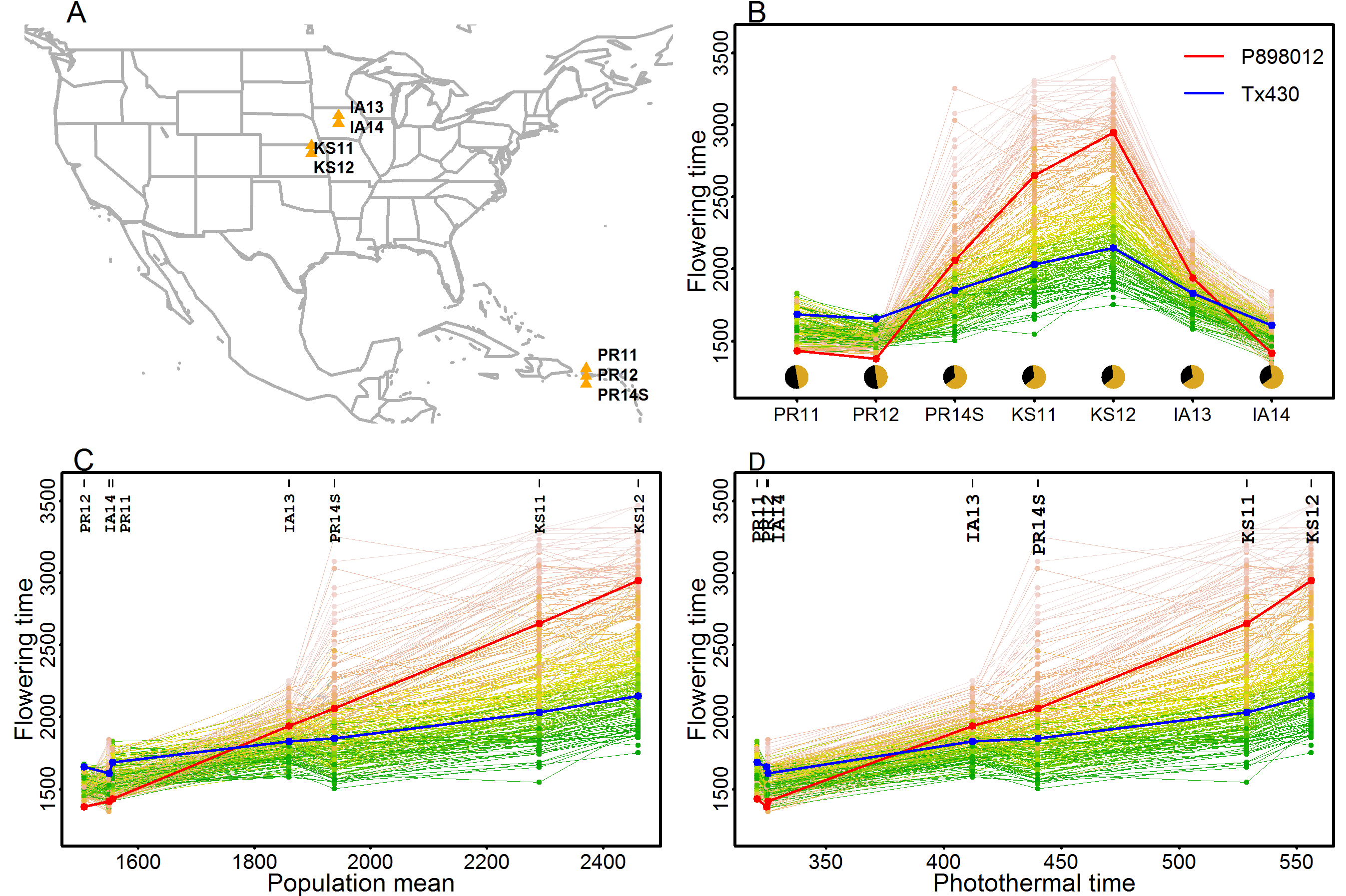
De bloeiperiode van sorgo varieert naargelang de omgeving

Over het algemeen is fenotypische plasticiteit belangrijker bij sessiele organismen als planten, aangezien deze organismen niet kunnen verhuizen op zoek naar een geschiktere omgeving en ze zich zullen moeten aanpassen aan de omstandigheden waarin ze zich voortplanten. Voorbeelden hiervan zijn het opslaan van extra energie in wortels in grond die weinig voedingsstoffen bevat en het aanpassen van bladvorm, -grootte en dikte.

## Dieren
Desondanks beschikken ook dieren over enige fenotypische plasticiteit. Zo beïnvloedt de mate van belasting van het lichaam op het jonge leeftijd de bot- en spiergroei. Binnen genetische grenzen zal de groei toenemen bij meer belasting en afnemen bij minder belasting. Use it or lose it wordt onder meer duidelijk bij astronauten die lange tijd in de ruimte in gewichtloosheid verblijven. Zo worden er steeds meer voorbeelden gevonden, zoals de invloed van de gemiddelde luchttemperatuur op het aantal zweetklieren en de zonbelasting op de huidskleur.

### Rondwormen
Bij de vrijlevende rondwormen van het geslacht Pristionchus komt fenotypische plasticiteit voor. Bij Pristionchus borbonicus komen afhankelijk van het aanwezige voedsel verschillende mondtypen voor. De soort is in vijf verschillende vormen, hoofdzakelijk verschillende mondvormen, gevonden in wilde vijgen. De studie van hun genoom toonde aan dat het één en dezelfde soort was. Deze vormen van de mond ontwikkelen zich afhankelijk van hun hoofddieet, gisten, bacteriën of andere rondwormen. Het type met de kleine mond vermeerdert zich in het begin snel voor de  kortstondig aanwezige bacteriële voedselbron. Daarna ontstaan de predator-typen met een grote mond en tanden voor het aanvallen van andere rondwormen, die zich bevinden in de met vloeistof gevulde holten in de vijg en plantenparasitaire aaltjes zijn van de vijgenwesp. Bij de Afrikaanse vijgen waren dit de plantenparasitaire aaltjes Schistonchus spp., Bursaphelenchus spp. en de wespenparasiet Parasitodiplogaster spp., de omnivoor Acrostichus spp., de microbivoor Caenorhabditis spp. en de vermoedelijk fungivore Teratodiplogaster spp.
Bij Pristionchus pacificus komen afhankelijk van het aanwezige voedsel twee verschillende mondtypen voor. De vorm met een kleine mond (stenostomateus) is gespecialiseerd in het eten van bacteriën. De vorm met een grote mond (eurystomateus) ontstaat bij gebrek aan bacterieel voedsel en bij verdringing door andere rondwormen. Deze vorm heeft twee grote tanden, waardoor het larven van andere rondwormen en schimmels kan predateren. Deze vorm is dus nematovoor en fungivoor. en heeft langzamere slikreflexen van de farynx dan die met de kleine mond.

### Mismatch
De culturele ontwikkeling die de mens heeft doorgemaakt met de neolithische en industriële revolutie is sneller gegaan dan de natuurlijke evolutie van de mens. Dit maakt dat niet alle fenotypische plasticiteit altijd voordelig is. Zo is iemand met een lichte huidskleur in de winter in een gematigd klimaat niet gebruind en kan zo met weinig zonlicht nog voldoende vitamine D aanmaken. Als deze persoon naar de tropen vliegt, geeft de bleke huid te weinig bescherming tegen de vernietiging van foliumzuur. Die bescherming heeft iemand met een donkere huidskleur wel maar deze loopt in een gematigd klimaat de kans te weinig vitamine D aan te maken.
Een andere evolutionaire mismatch is de epidemiologische thrifty phenotype-hypothese, die stelt dat hartaanvallen en diabetes type-2 bij mensen in geïndustrialiseerde omgevingen  worden veroorzaakt door een verkeerde expressie van een metabolisch fenotype tijdens de ontwikkeling.